# Vincent Brown
Vincent Brown (* 1. Dezember 1967 in La Jolla) ist ein US-amerikanischer Historiker und Charles Warren Professor of History, Professor für afrikanische und afrikanisch-amerikanische Studien, sowie Direktor des History Design Studio an der Harvard University. Seine Forschungen betreffen die politischen und kulturellen Zusammenhänge der Geschichte der Afrikanischen Diaspora.

## Leben
Brown studierte an der University of California, San Diego bis zum BA 1990 und erhielt 2002 den PhD in Geschichte an der Duke University. Dort erlernte er auch die Film- und Videotechnik. Er verantwortete 2013 die thematische Karte Slave Revolt in Jamaica, 1760–1761: A Cartographic Narrative und die TV-Dokumentation zum US-Anthropologen Herskovits at the Heart of Blackness (2009). Sein Buch The Reaper’s Garden: Death and Power in the World of Atlantic Slavery (2008) gewann Preise ebenso wie Tacky’s Revolt (2020) über den Sklavenaufstand 1760 auf Jamaika.

## Ehrungen
- 2021: Frederick Douglass Prize für Tacky’s Revolt[3]
- 2021: James A. Rawley Prize (OAH) für Tacky’s Revolt[4]
- 2021: Anisfield-Wolf Book Award for non-fiction für Tacky’s Revolt[5]
- 2011: Guggenheim-Stipendium[6]
- 2009: Merle Curti Award für The Reaper’s Garden: Death and Power in the World of Atlantic Slavery[7]
- 2009: James A. Rawley Prize (OAH) The Reaper’s Garden: Death and Power in the World of Atlantic Slavery[4]
- 2008–09: Gottschalk Prize für The Reaper’s Garden: Death and Power in the World of Atlantic Slavery

## Werke
- Tacky’s Revolt: The story of an Atlantic slave war, Harvard University Press, Cambridge (Massachusetts) 2020, ISBN 978-0-674-73757-0.
- Slave Revolt in Jamaica 1760-1761. axismaps, abgerufen am 10. Mai 2023.
- Social Death and Political Life in the History of Atlantic Slavery: Between Resistance and Oblivion, American Historical Review, 5 (114), S. 1231–1249, 2009.[8]
- California Newsreel - HERSKOVITS AT THE HEART OF BLACKNESS. Abgerufen am 10. Mai 2023.
- The Reaper’s Garden: Death and Power in the World of Atlantic Slavery. Harvard University Press, 2008, ISBN 978-0-674-02422-9 (google.com [abgerufen am 10. Mai 2023]).

## Einzelbelege
1. ↑  Vincent Brown. Harvard University, abgerufen am 10. Mai 2023 (englisch).
2. ↑  Paul Lovejoy: Ethnicity, culture and religion in Global Africa. In: Slavery in the Global Diaspora of Africa. Band 12. Routledge, New York, NY 2019, S. 15–35, doi:10.4324/9781315163499-3.
3. ↑  Announcing the 2021 Frederick Douglass Book Prize Co-Winners, Vincent Brown and Marjoleine Kars | Gilder Lehrman Institute of American History. Abgerufen am 10. Mai 2023.
4. 1 2  James A. Rawley Prize Winners. Organization of American Historians, abgerufen am 22. November 2019 (englisch).
5. ↑  Introducing Our Class of 2021. In: Anisfield-Wolf Book Awards. 5. April 2021, abgerufen am 5. April 2021 (englisch).
6. ↑  John Simon Guggenheim Memorial Foundation. In: Gf.org. Abgerufen am 22. November 2019 (englisch).
7. ↑  Merle Curti Award Winners | OAH. Abgerufen am 10. Mai 2023.
8. ↑  Vincent Brown: Social Death and Political Life in the Study of Slavery. In: The American Historical Review. Band 114, Nr. 5, Dezember 2009, ISSN 0002-8762, S. 1231–1249, doi:10.1086/ahr.114.5.1231 (oup.com [abgerufen am 10. Mai 2023]).

| Personendaten    | Personendaten                                                         |
| ---------------- | --------------------------------------------------------------------- |
| NAME             | Brown, Vincent                                                        |
| KURZBESCHREIBUNG | US-amerikanischer Historiker für afrikanisch-amerikanische Geschichte |
| GEBURTSDATUM     | 1. Dezember 1967                                                      |
| GEBURTSORT       | La Jolla (California)                                                 |